# Feltrino Gonzaga
Feltrino Gonzaga (Mantova, ... – Padova, 28 dicembre 1374) è stato un condottiero italiano e capostipite dei Gonzaga di Novellara e Bagnolo.

## Biografia
Era figlio terzogenito di Luigi I Gonzaga, primo capitano del Popolo di Mantova e di Richilda Ramberti. Sposò in prime nozze nel 1328 Antonia da Correggio, figlia di Guido IV, signore di Parma e Correggio. E, probabilmente, in seconde nozze Caterina Visconti, figlia di Stefano Visconti.
Nel 1328 contribuì col padre e i fratelli Guido e Filippino alla cacciata da Mantova dei Bonacolsi.
Nel 1335, con la conquista delle truppe dei Gonzaga di Reggio, Feltrino arrivò nella città emiliana, da cui se ne andò solamente nel 1371. Si occupò subito di fortificare la città e demolì un intero quartiere, quello di San Nazario, al posto del quale edificò una possente cittadella, rasa al suolo solamente nel 1850. Nel 1345 resistette agli assalti portati da Mastino della Scala a Reggio e Modena. Il 16 febbraio 1356 distrusse il monastero di San Prospero, il più grande di Reggio, all'interno del quale si erano rifugiati i partigiani dei Visconti che avevano tentato di rovesciare il governo della città. Partecipò quale condottiero della lega guelfa alla battaglia contro Bernabò Visconti e nel 1357 sequestrò ai nemici una flotta sul Po carica di beni di enorme valore.
Nel 1363, a capo della lega anti-viscontea, annientò l'esercito nemico presso Solara. L'anno successivo, complice la morte del nipote Ugolino, evento che apriva un periodo di distensione tra i Gonzaga di Mantova e Feltrino, fu firmata una pace tra quest'ultimo e Bernabò Visconti. Nel 1366 l'Imperatore Carlo IV nominò Feltrino Gonzaga vicario imperiale di Reggio. In seguito entrò nuovamente a far parte di una lega anti-viscontea. Tuttavia il 13 febbraio 1370 le truppe dei Visconti assediarono Reggio. La Lega si sciolse ed il Gonzaga si ritrovò circondato da diversi nemici, compreso il popolo reggiano, trattato per troppi anni con estrema durezza. L'anno seguente Bernabò Visconti si presentò di nuovo sotto le mura della città emiliana, questa volta con l'alleato Niccolò II d'Este. Tradito dai suoi più fidi alleati, Feltrino si rinchiuse nella munita cittadella, mentre Reggio veniva saccheggiata dalle truppe estensi. Pur di non cedere innanzi agli Este Feltrino Gonzaga si arrese all'eterno nemico Bernabò Visconti.
Il 17 maggio 1371 vendette ai Visconti, per 50.000 fiorini d'oro, Reggio e il suo territorio, salvo le due località di Novellara e Bagnolo, poste lungo l'importante canale che collegava la città emiliana al Po. Questo piccolo territorio, che diverrà poi la Contea di Novellara, rimarrà uno stato indipendente fino al 1737. Visse gli ultimi anni della sua vita peregrinando tra le città del nord Italia nella più completa miseria.
Morì a Padova nel dicembre del 1374 e venne sepolto nella Chiesa degli Eremitani.

## Discendenza
Feltrino ed Antonia da Correggio ebbero quattro figli maschi:
- Pietro, premorto al padre;
- Guido (1340-1399), erede al feudo di Novellara dal 1374 e sposo di Ginevra Malatesta, figlia di Malatesta III Malatesta;
- Guglielmo, partecipò alle congiure del 1356 e 1376 contro i Gonzaga e fu capitano di ventura al servizio dei bolognesi nel 1391. Divenne conte di Thiene;
- Odoardo (?-1417), partecipò alle congiure contro i Gonzaga di Mantova e fu capitano di ventura al servizio dei bolognesi.

## Ascendenza
|                           |     |                                              | Genitori        |  |  | Nonni |  |  | Bisnonni        |  |  | Trisnonni       |  |
|                           |     |                                              |                 |  |  |       |  |  | Antonio Corradi |  |  | Guidone Corradi |  |
|                           |     |                                              |                 |  |  |       |  |  | Antonio Corradi |  |  | Guidone Corradi |  |
|                           |     | …                                            |                 |  |  |       |  |  | Antonio Corradi |  |  |                 |  |
| Guido Corradi             |     |                                              |                 |  |  |       |  |  | Antonio Corradi |  |  |                 |  |
|                           |     | Richilde Pedroni                             | Ugo de' Pedroni |  |  |       |  |  |                 |  |  |                 |  |
|                           |     | Richilde Pedroni                             | Ugo de' Pedroni |  |  |       |  |  |                 |  |  |                 |  |
|                           |     | Richilde Pedroni                             | …               |  |  |       |  |  |                 |  |  |                 |  |
| Luigi I Gonzaga           |     | Richilde Pedroni                             |                 |  |  |       |  |  |                 |  |  |                 |  |
|                           |     | Strambino dei conti San Martino di Strambino | …               |  |  |       |  |  |                 |  |  |                 |  |
|                           |     | Strambino dei conti San Martino di Strambino | …               |  |  |       |  |  |                 |  |  |                 |  |
|                           |     | Strambino dei conti San Martino di Strambino | …               |  |  |       |  |  |                 |  |  |                 |  |
| Estrambina di San Martino |     | Strambino dei conti San Martino di Strambino |                 |  |  |       |  |  |                 |  |  |                 |  |
|                           |     | ...                                          | …               |  |  |       |  |  |                 |  |  |                 |  |
|                           |     | ...                                          | …               |  |  |       |  |  |                 |  |  |                 |  |
|                           |     | ...                                          | …               |  |  |       |  |  |                 |  |  |                 |  |
| Feltrino Gonzaga          |     | ...                                          |                 |  |  |       |  |  |                 |  |  |                 |  |
|                           | ... | …                                            |                 |  |  |       |  |  |                 |  |  |                 |  |
|                           | ... | …                                            |                 |  |  |       |  |  |                 |  |  |                 |  |
|                           | ... | …                                            |                 |  |  |       |  |  |                 |  |  |                 |  |
| Ramberto Ramberti         | ... |                                              |                 |  |  |       |  |  |                 |  |  |                 |  |
|                           |     | ...                                          | …               |  |  |       |  |  |                 |  |  |                 |  |
|                           |     | ...                                          | …               |  |  |       |  |  |                 |  |  |                 |  |
|                           |     | ...                                          | …               |  |  |       |  |  |                 |  |  |                 |  |
| Richilda Ramberti         |     | ...                                          |                 |  |  |       |  |  |                 |  |  |                 |  |
|                           |     | Almerico Lavellongo                          | …               |  |  |       |  |  |                 |  |  |                 |  |
|                           |     | Almerico Lavellongo                          | …               |  |  |       |  |  |                 |  |  |                 |  |
|                           |     | Almerico Lavellongo                          | …               |  |  |       |  |  |                 |  |  |                 |  |
| Margherita Lavellongo     |     | Almerico Lavellongo                          |                 |  |  |       |  |  |                 |  |  |                 |  |
|                           |     | ...                                          | …               |  |  |       |  |  |                 |  |  |                 |  |
|                           |     | ...                                          | …               |  |  |       |  |  |                 |  |  |                 |  |
|                           |     | ...                                          | …               |  |  |       |  |  |                 |  |  |                 |  |
|                           |     | ...                                          |                 |  |  |       |  |  |                 |  |  |                 |  |